# Rauenburg
Die Rauenburg, auch Ruwenberg oder Rauwenburg genannt, ist eine abgegangene Höhenburg östlich des Ortsteils Ettenheimmünster der Stadt Ettenheim im Ortenaukreis in Baden-Württemberg.
Die Burg befand sich womöglich auf dem 540,9 Meter hohen Raubühl (48° 12′ 27,6″ N, 7° 56′ 22,9″ O) beim Ort Pflingstberg, welcher zum Ortsteil Schweighausen der Gemeinde Schuttertal gehört. Die Burg wurde 1467 und 1481 im Lehnsbesitz der Herren von Geroldseck erwähnt, 1605 wird sie als „in der Kastenvogtei Ettenheimmünster gelegen“ beschrieben. Von der nicht genau lokalisierbaren Burganlage ist nichts erhalten.
Vorsicht: Bei schriftlichen Quellen besteht die Möglichkeit einer Verwechslung mit der Romburg (Rumberg, Romberg, Ronburg, Ruwenberg), die sich ebenfalls im Besitz der Herren von Geroldseck befunden hat.